# Eduardo Henrique
Eduardo Henrique da Silva, mais conhecido como Eduardo Henrique, ou simplesmente Eduardo (Limeira, 17 de maio de 1995), é um futebolista brasileiro que atua como volante ou meia. Atualmente, joga pelo Al-Ula da Segunda Divisão Saudita.

## Títulos
Atlético Mineiro
- Florida Cup: 2016
- Copa do Brasil 2014